# Carex geyeri
Carex geyeri Boott es una especie de planta herbácea de la familia de las ciperáceas.

## Hábitat y distribución
Es nativa de América del Norte occidental de Columbia Británica a California y Colorado, donde crece en zonas áridas en los prados de montaña, los pastizales y bosques abiertos. 

## Descripción
Esta juncia produce dispersos mechones de tallos conectados por una red de largos rizomas. Los tallos son triangulares en sección transversal y de medio metro de altura máxima. La inflorescencia está compuesta por un grupo de flores y un grupo de flores femeninas separadas por un nodo.

## Taxonomía
Carex geyeri fue descrita por Francis M.B. Boott y publicado en Transactions of the Linnean Society of London 20(1): 118. 1846.
Etimología
Ver: Carex
geyeri; epíteto latino que significa "separada".